# NGC 4968
NGC 4968 est une galaxie lenticulaire située dans la constellation de l'Hydre. Sa vitesse par rapport au fond diffus cosmologique est de 3 302 ± 27 km/s, ce qui correspond à une distance de Hubble de 48,7 ± 3,4 Mpc (∼159 millions d'al). NGC 4968 a été découverte par l'astronome britannique John Herschel en 1836.

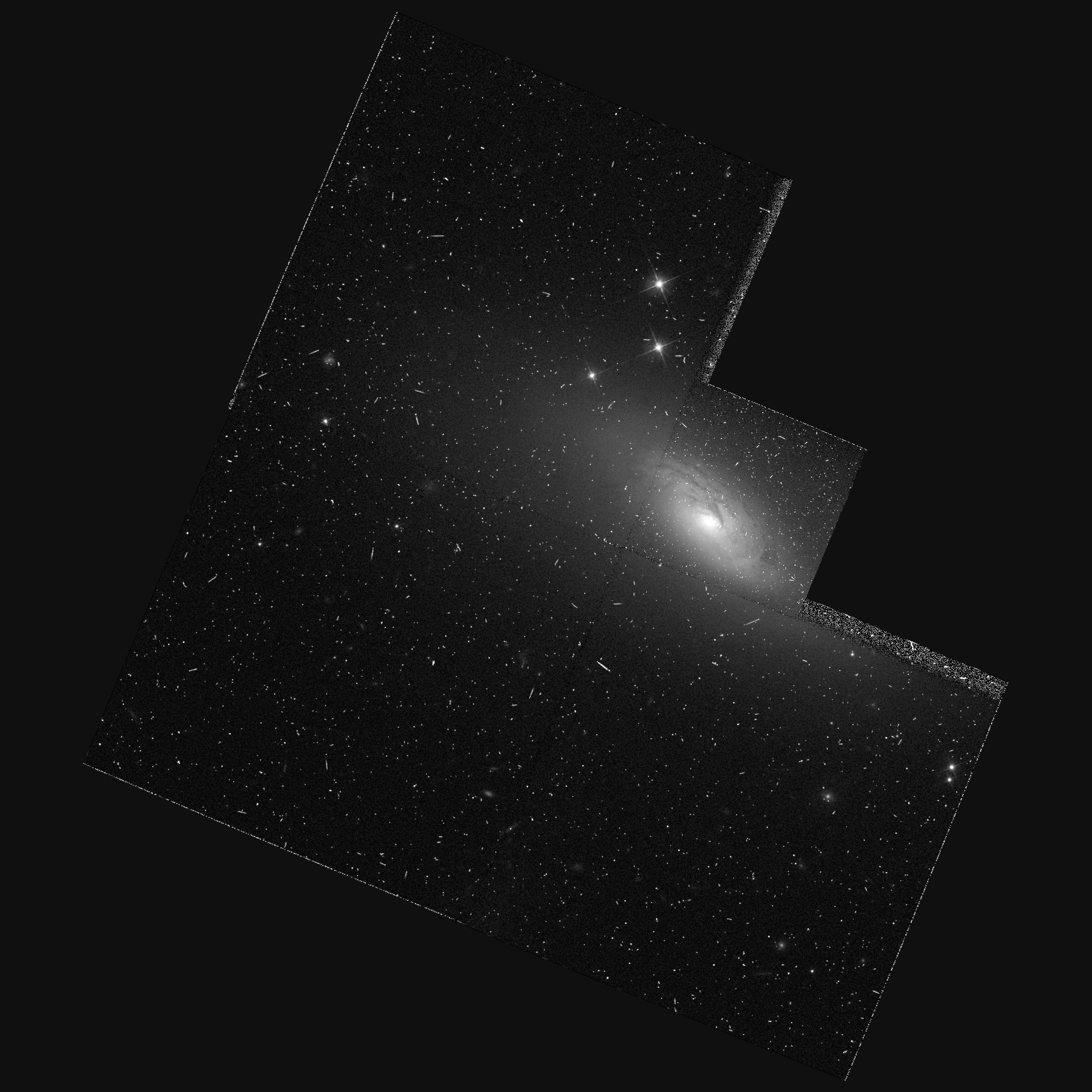
NGC 4968 par le télescope spatial Hubble.

Selon la base de données Simbad, NGC 4968 est une galaxie de Seyfert de type 2.

## Groupe d'ESO 508-19
Selon A. M. Garcia, NGC 4968 fait partie du groupe d'ESO 508-19. Ce groupe de galaxies compte au moins 10 membres. Les autres membres du groupe sont NGC 4970, NGC 4993, IC 4180, IC 4197, ESO 508-11, ESO 508-15, ESO 508-19, ESO 508-24 et ESO 576-3.